# Самойлов, Вячеслав Анатольевич
Вячеслав Анатольевич Самойлов (25 октября 1976) — российский футболист, полузащитник.

## Биография
Воспитанник томской ДЮСШ № 17. Первой профессиональной командой игрока стал в 1995 году прокопьевский «Мотор». В 1997 году выступал за «Томь» и стал победителем зонального турнира второго дивизиона. Затем играл во втором дивизионе за «Металлург» (Новокузнецк) и «Кузбасс» (Кемерово) и в первом дивизионе за «Томь».
В начале 2001 года перешёл в «Жетысу», в его составе сыграл 12 матчей в высшей лиге Казахстана. Дебютный матч сыграл 28 апреля 2001 года против «Елимая».
После возвращения в Россию выступал за клубы второго дивизиона «Шахтёр» (Прокопьевск) и «Сибиряк» (Братск). Завершил профессиональную карьеру в 30-летнем возрасте, затем играл в Томске на любительском уровне. Финалист Кубка Томской области 2012 года.

## Личная жизнь
Брат Павел (род. 1982) тоже был профессиональным футболистом. В составе «Шахтёра» и «Сибиряка» братья играли вместе.